# 藤田太郎
藤田 太郎（ふじた たろう、1979年（昭和54年）9月6日 - ）は、日本の音楽評論家、クイズプレイヤー。株式会社セブンデイズウォー所属。

## 経歴
千葉県千葉市出身。千葉市立稲毛高校、法政大学卒業。大学時代はクイズ研究会に所属。歌謡曲などのイントロダクションを聴いて曲名を当てる「イントロクイズ」の大会に多数出場した。これらの大会で披露した「楽曲を0.1秒聴いただけで、約3万曲の曲名を言い当てる」というパフォーマンスが話題となり、自らを「イントロマエストロ」「イントロ評論家」と称してメディア出演や執筆活動を始める。
その他、イントロクイズ大会 の主催、「イントロ」にこだわった定額制音楽ストリーミングサービス向けのプレイリストの作成なども行っている。また、「DJ TAICO TARO」名義でDJや和太鼓奏者としても活動している。

## メディア出演

### 現在

#### ラジオ
- 9の音粋（2020年4月1日 - 、BAYFM） - 水曜日メインパーソナリティ[5]

### 過去

#### テレビ
イントロクイズ王として
- ひみつのアラシちゃん（2008年5月28日、TBS）[注 1]
- 新知識階級クマグス（2008年12月12日、TBS）[注 2][6]
- 奇跡ゲッター ブットバース!!（2011年1月、TBS）
- どっキング48（2011年10月25日、関西テレビ）[注 3]
- 今ちゃんの「実は…」（2013年8月28日、ABC）[注 4]
- ワケあり!レッドゾーン（2014年3月7日、読売テレビ）[注 5]
- バイキング（2014年7月14日、フジテレビ）[注 6]
- 日本一なら出来るかな!?（2018年4月8日、日本テレビ）[注 7][7]
- 超逆境クイズバトル!! 99人の壁（2019年7月20日、フジテレビ）[注 8]

イントロマエストロとして
- マツコの知らない世界（2016年8月23日、TBS）[8]
- 車あるんですけど…?（2017年9月10日、テレビ東京）
- MBS SONG TOWN（2017年9月14日、毎日放送）[9]
- ＋music（2019年6月17日、毎日放送）
- 月曜から夜ふかし（2019年7月8日、日本テレビ）
- 沼にハマってきいてみた（2019年11月25日、NHK Eテレ）
- モヤモヤさまぁ〜ず2（2020年2月9日、テレビ東京）[注 9]
- ヒルナンデス！（2020年3月20日、日本テレビ）[注 10]

#### ラジオ
イントロクイズ王として
- 安住紳一郎の日曜天国（2008年8月31日、TBSラジオ）[注 11]
- SCHOOL NINE（2015年4月30日、JFN）[注 12][10]

イントロマエストロとして
- ももいろクローバーZのSUZUKI ハッピー・クローバー!TOP10（2017年8月20日[11]、2018年1月7日[12]・10月21日[13]・12月23日[14]、2021年10月3日 - 、TOKYO FM）
- 中山優馬 RADIO CATCH（2018年11月1日・8日、JFN）[15][16]
- 土曜のYOU（ラジオ大阪） - 不定期ゲスト
- RADIO UnoZero（2019年12月13日[17]・2020年2月21日[18][19][20]・2020年11月27日[21][22][23]・2021年3月19日[24]、文化放送）
- Skyrocket Company（2020年2月17日、TOKYO FM）
- Blue Ocean（2025年4月22日、TOKYO FM）

## 関連人物
- 後藤裕之 - ゲームデザイナー。自らを「ハイパーイントロクリエイター」と称し、イントロクイズに関する活動を行っていた
- スージー鈴木 - 音楽評論家。藤田とともに「80年代イントロ十番勝負」などのトークイベントを開催
- アナログタロウ - お笑いタレント